# Oberiberg
Oberiberg is een gemeente en plaats in het Zwitserse kanton Schwyz, en maakt deel uit van het district Schwyz.
Oberiberg telt 858 inwoners.

## Geschiedenis
Tot 1884 vormde Oberiberg samen met Unteriberg de gemeente Iberg.